# Веселий калейдоскоп
«Веселий калейдоскоп» — радянський художній кіноальманах з трьох новел 1974 року, знятий режисерами Валерієм Поздняковим, Геннадієм Харланом і Олександром Чекменьовим на кіностудії «Білорусьфільм».

## Сюжет
Кіноальманах складається з трьох гумористичних новел.

### «Сюрпризи після зміни»
Про те, як потоваришували дві молодіжні будівельні бригади під час підготовки до музичного конкурсу.

### «Мій друг Кнопік, який знає все»
За мотивами оповідання В. Казька «Дощ на картоплю». Про те, як Ваня Кнопіков намагався допомогти своєму другові Віті освідчитися в коханні однокласниці.

### «Качкін їде до санаторію»
Сатирична новела про пригоди молодого здорового годинникового майстра Петра Качкіна, який потрапив «за блатом» до санаторію.

## У ролях
- Володимир Герасимов — будівельник, барабанщик
- Світлана Суховєй — Оля, маляр
- Герман Качин — Петро, будівельник, баяніст
- Сергій Проханов — Олег, бригадир будівельників, трубач
- Діма Солодухо — Ваня Кнопіков
- Костя Леневський — Вітя Чижевський
- Ірина Нарбекова — Катя Синіцина
- Юрій Каморний — Володимир Петрович, практикант у санаторії
- Володимир Ільїн — Петро Качкін, годинниковий майстер
- Володимир Грицевський — будівельник, гітарист
- Петро Юрченков — будівельник, саксофоніст
- Володимир Січкар — будівельник, гітарист, контрабасист
- Лідія Мордачова — маляр
- Ростислав Шмирьов — Сергій Олексійович, виконроб
- Олександр Безпалий — Степан, будівельник, флейтист
- З. Габелко — роль другого плану
- О. Клеонська — роль другого плану
- Т. Никифорова — роль другого плану
- Л. Заяць — роль другого плану
- Р. Рижковська — роль другого плану
- Р. Чехова — роль другого плану
- Т. Куманська — роль другого плану
- В. Мордас — роль другого плану
- Є. Шестовець — роль другого плану
- А. Космачов — роль другого плану
- А. Ларіонов — роль другого плану
- О. Ревуцький — роль другого плану
- В. Шардико — роль другого плану
- Н. Якшевич — роль другого плану
- Андрій Ставський — Генка Рижиков
- Августин Милованов — Олексій Васильович, вчитель геометрії
- Юлія Полосіна — Світлана Іванівна, вчителька літератури
- Георгій Ручимський — Юрій Сергійович, головний лікар санаторію
- Віталій Юдчиць — міліціонер
- Л. Чижевська — роль другого плану
- Ніна Гейц — пацієнтка санаторію
- Олександра Зиміна — лікар
- Кузьма Кулаков — клієнт годинникової майстерні
- І. Шмакова — роль другого плану
- Анатолій Обухов — чоловік з пакетом
- Лідія Мельникова — Зіночка, медсестра у санаторії
- Михайло Єзепов — епізод
- Любов Рум'янцева — мама Каті Синіцининої
- Є. Крилович — епізод
- Борис Владомирський — Борис Володимирович, налаштувач музичних інструментів, дядько Вані Кнопікова
- С. Івашина — кіоскер

## Знімальна група
- Режисери — Валерій Поздняков, Геннадій Харлан, Олександр Чекменьов
- Сценаристи — Олексій Тулушев, Марта Пятигорська, Ернст Коляденко, Самсон Поляков, Ростислав Шмирьов
- Оператори — Юрій Єлхов, Віталій Ніколаєв, Леонід Пекарський
- Композитори — Євген Крилатов, Г. Дайнеко, Ігор Волчек
- Художники — Олександр Тихонович, Олександр Чертович, Володимир Матросов